# Кинематограф Болгарии
Болгарский кинематограф — киноискусство Болгарии.

## История

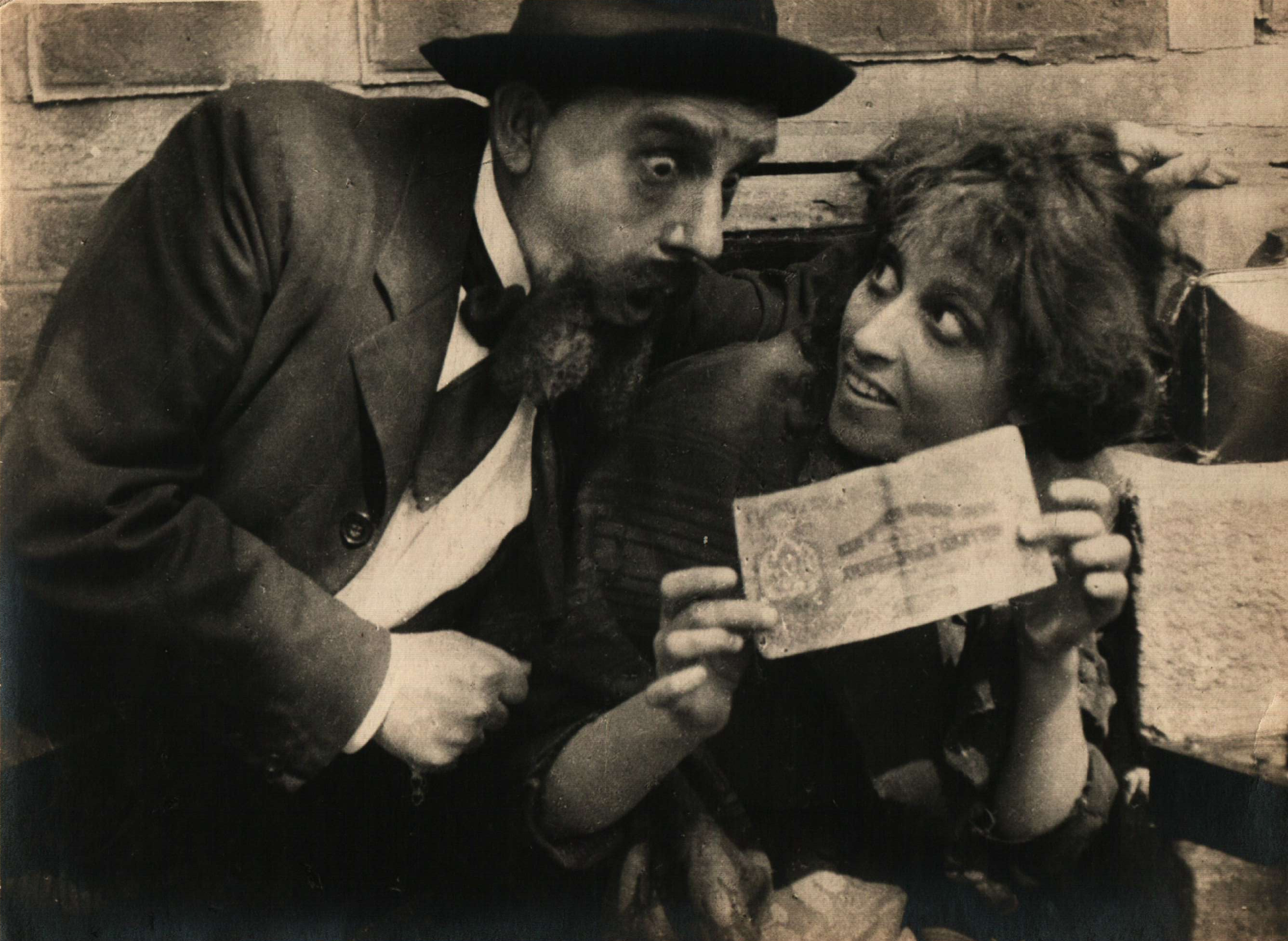
Кадр из фильма «Дьявол в Софии» (1921) режиссёра Васила Гендова

Началом кинематографа Болгарии считается съёмки немого чёрно-белого фильма Василя Гендова «Българан е галант» (1915). С 1915 по 1948 (когда болгарский кинематограф был национализирован) было снято 55 фильмов. Во времена правления Болгарией Отечественного фронта правительство предпочитало исторические и пропагандистские фильмы, кинематограф был под строгим контролем государства и некоторые фильмы были запрещены или ограничены в показе. Самая большая болгарская киностудия в те времена была «Бояна». 
В 1997 году создан Софийский Международный Кинофестиваль, который в 2010 году был аккредитован Международной федерацией ассоциаций кинопродюсеров (MFAFP). Софийский кинофестиваль был включён в рейтинг журнала «Variety» из 50 фестивалей, которые не должны быть пропущены. С 19 по 26 ноября 2012 года в Москве и Петербурге проходили дни болгарского кино в России, в ходе которого был проведён мини-фестиваль болгарского кино в московском кинотеатре «Ролан», а в Петербурге открытие дней болгарского кино состоялось 22 ноября в киноцентре «ПИК» фильмом болгарского режиссёра Кирила Станкова «Июль».
В 2015 году лучшим болгарским фильмом за 100 лет признана экранизация романа Антона Дончева «Время насилия» 1988 года от режиссёра Людмила Стайкова.